# الکساندریا دراگا
الکساندریا دراگا (به لاتین: Aleksandria Druga) یک منطقهٔ مسکونی در لهستان است که در Gmina Konopiska واقع شده‌است. این منطقه مسکونی حدوداً در ۱۵ کیلومتری جنوب غرب چستوچوا (به انگلیسی: Częstochowa) و ۵۵ کیلومتری شمال پایتخت محلی کاتویچ (به انگلیسی: Katowice)واقع شده است.

## خصوصیات
الکساندریا دراگا ۸۱۲ نفر جمعیت دارد.